# KkStB 38 sorozatú szerkocsi
A kkStB 38 sorozatú szerkocsi egy szerkocsitípus volt az osztrák cs. kir. Államvasutak (kkStB)-nél, melyek eredetileg az Államvasút-Társaság-tól (StEG) származtak.
A StEG ezeket a szerkocsikat 1866 és 1904 között szerezte be saját gyárától a Vn (később StEG 43, kkStB 75) és Vg (később StEG 44, kkStB 175) sorozatú mozdonyaihoz.
Az államosítás utána sorozat a kkStB-nél 37 szerkocsi sorozatként lett beszámozva. Mindvégig az StEG eredetű mozdonyokkal maradtak kapcsolva.

## Fordítás
- Ez a szócikk részben vagy egészben  a   kkStB Tenderreihe 38 című német Wikipédia-szócikk fordításán alapul.  Az eredeti cikk szerkesztőit annak laptörténete sorolja fel. Ez a jelzés csupán a megfogalmazás eredetét és a szerzői jogokat jelzi, nem szolgál a cikkben szereplő információk forrásmegjelöléseként. Az eredeti szócikk forrásai szintén ott találhatóak.